# Clermont-l'Hérault
Clermont-l'Hérault è un comune francese di 7 757 abitanti situato nel dipartimento dell'Hérault nella regione dell'Occitania.

## Società

### Evoluzione demografica
Abitanti censiti